# Sammelbild

Serie Die neuen deutschen Kriegsschiffe von Willy Stöwer

Stollwerck-Album aus dem Jahr 1900

Als Sammelbild bezeichnet man Bilder in Form von Aufklebern („Sticker“), Karten oder Sammelkarten, die entweder verkauft werden oder eine Produktzugabe vor allem zu Lebens- und Genussmitteln, wie Fleischextrakt (Liebig), Margarine, Kaffee (Hag), Schokolade (Stollwerck) oder Zigaretten, sowie in neuerer Zeit, Kakaoerzeugnisse (Kaba), Schokoriegel oder Kaugummi, sind. Die Sammelbilder werden gekauft mit dem Zweck sie zu sammeln, meist in einem Sammelalbum. Die Produktzugabe von Sammelbildern erfolgt durch den Verkäufer oder den Hersteller zur Verkaufsförderung.

## Sammelalben für Stollwerck-Bilder

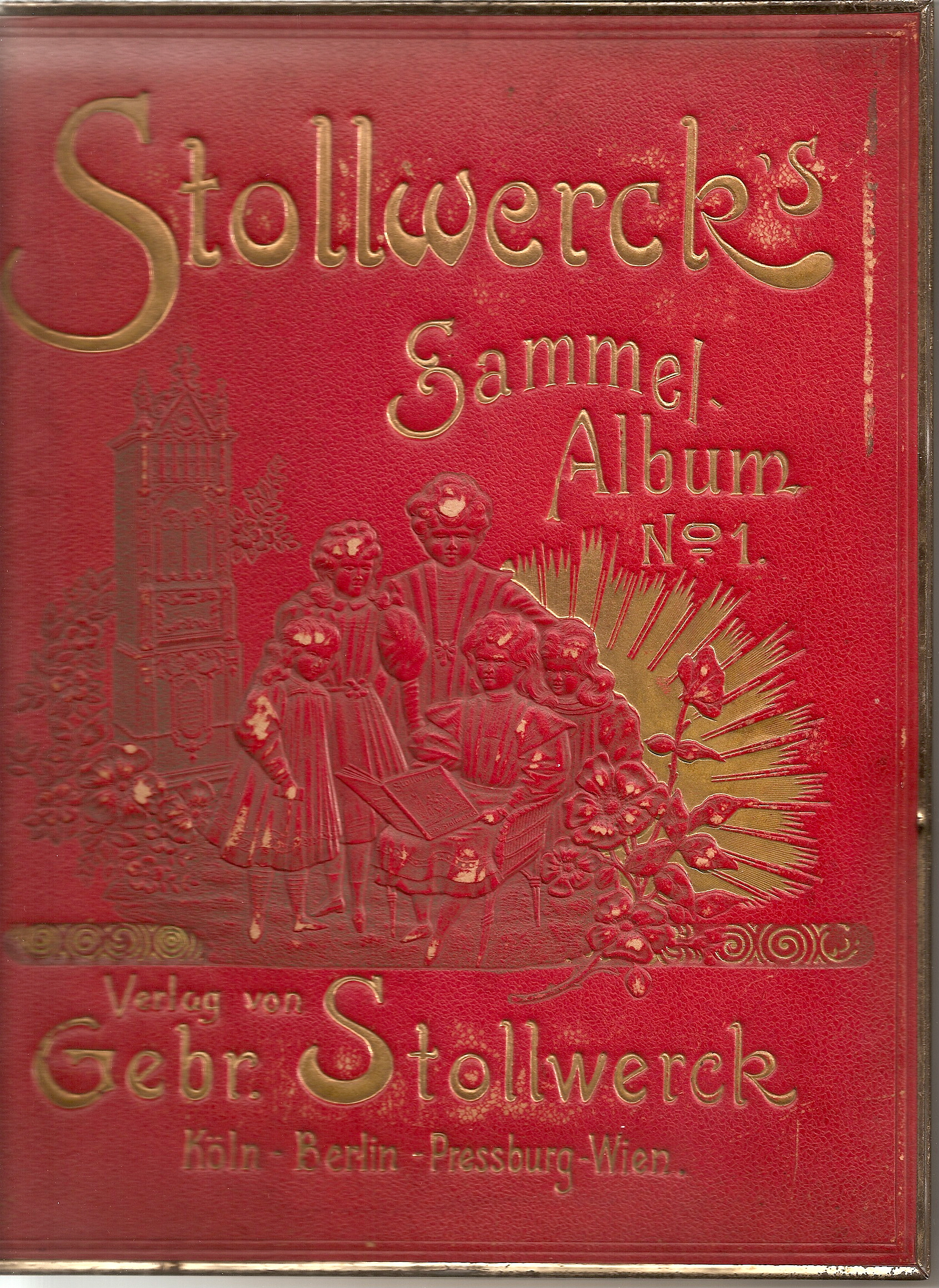
Stollwerck-Sammelalbum No. 1, Vorderseite

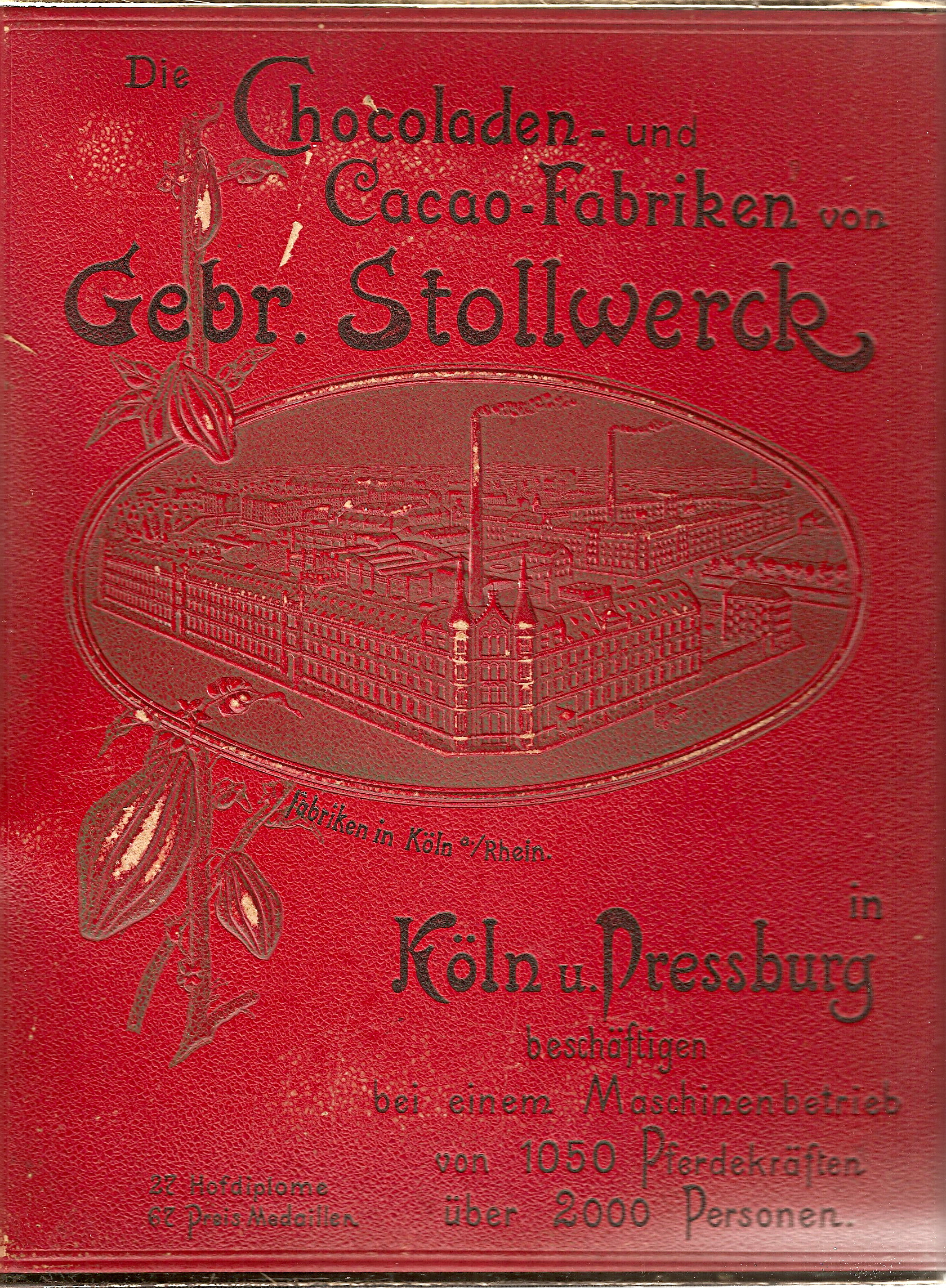
Stollwerck-Sammelalbum No. 1, Rückseite

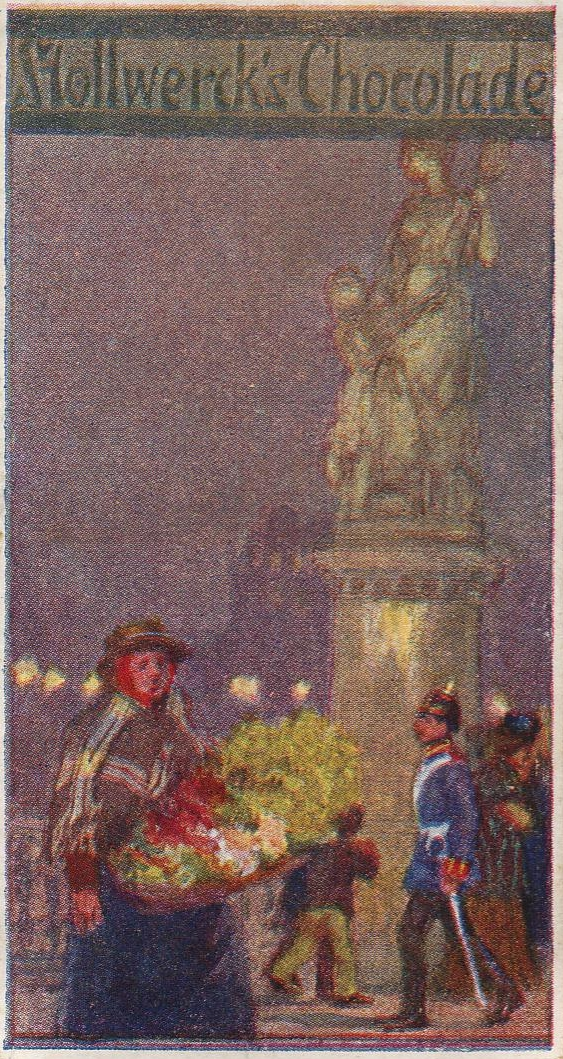
Stollwerck-Sammelbild Franz Skarbina: Die Blumenfrau am Halleschen Tor (1900)

Die Idee, Bilder zur Verkaufsförderung von Ware in Deutschland einzusetzen, geht auf Franz Stollwerck (1815–1876) zurück, der bereits ab 1840 „Bilder-Chocolade“ oder „Photographie-Chocolade“ produzierte. Es kann angenommen werden, dass Franz Stollwerck während seiner Gesellenzeit in Paris vom Kaufhaus „Au bon marché“ inspiriert wurde, das den Kunden nach dem Einkauf Bildpräsente übergab, die auf der Rückseite einen Kalender und Firmenwerbung trugen und sie zum Wiederkauf motivieren sollten. Die Kundschaft war von dieser Idee derart begeistert, dass Aristide Boucicaut, der Inhaber des Kaufhauses, die Herausgabe von Bilderserien veranlasste.
Stollwerck-Bilder sind seit ihrer Entstehung um 1840 bis heute begehrte Sammelobjekte. Franz Stollwerck ließ anfangs die Einwickelpapiere der Schokolade mit Bildern bedrucken. Eine der ersten noch erhaltenen Schokoladeverpackungen zeigt eine Bilderserie mit dem Thema „Der Kölner Dom im Aufbau“. In anderen Bildserien wurden „Tapfere Heerführer“ aus dem Deutsch-Französischen Krieg 1870/71 dargestellt, an dem Franz Stollwercks Söhne Adalbert Nikolaus (1840–1883), Peter Josef (1842–1906) und Heinrich (1843–1915) teilnahmen. Er soll diese Bilderserie aufgelegt haben, als seine Söhne unverletzt aus dem Krieg zurückkehrten.
Franz Stollwercks Sohn Ludwig Stollwerck (1857–1922) entwickelte die Idee dieser Einzelbilder zu Sammelbildern weiter, als er bei seinem Eintritt in das väterliche Unternehmen 1873 erkannte, dass durch den Sammelreiz der Kaufanreiz verstärkt werden konnte. Fortan wurden die Bilderkärtchen zu Gruppen von sechs Bildern produziert und die rückseitige Werbung wurde durch Bilderläuterungen in Reimform ersetzt.
1887 stellte Stollwerck den ersten Verkaufsautomaten in Deutschland auf, dessen Verpackungen von Warenproben jeweils ein Stollwerck-Bild enthielten. 18 Millionen Tafeln Schokolade wurden allein 1890 über Automaten abgesetzt, jede enthielt ein Sammelbild. Zwischen 1896 und 1899 verteilte Stollwerck so allein in Deutschland jährlich mehr als 50 Millionen Reklamebilder.
Für Ludwig Stollwerck war es schwierig, qualitativ hochwertige Bilder und Texte in ausreichender Anzahl zu beschaffen, da unter den Künstlern eine solche, rein kommerzielle Form der Reklamekunst verpönt war. Als er 1898 ein erstes Preisausschreiben veranstaltete, änderte sich dies jedoch schnell. Ausgeschrieben für eine Einreichung bis zum 1. März 1898 waren Entwürfe von 50 Gruppen zu je sechs im Charakter zusammengehörender Bilder aller Gebiete, selbst in scherzhafter Darstellung. Als Preisrichter wurden die Professoren Emil Doepler d. J., Woldemar Friedrich, Bruno Schmitz und Franz Skarbina aus Berlin sowie ein Teilhaber der Firma Stollwerck benannt.
Die ersten Preise von je 1000 Mark (nach heutiger Kaufkraft rund 10.000 Euro) wurden den Malern Adolf Münzer aus München und Oskar Zwintscher aus Meißen zuerkannt. Je einen zweiten Preis von 600 Mark erhielten Gustav Adolf Closs aus Stuttgart, A. Haas aus München, August Unger aus Berlin, W. Wulff aus Karlsruhe und Helene Schulz aus Berlin. Dritte Preise von je 300 Mark gingen an Hans Anker aus Berlin, A. Bauer jr. aus Düsseldorf, P. O. Engelhard aus München, A. Höfer aus München, A. Klingner aus Berlin, H. Krause aus Berlin, E. Neumann aus München, F. P. Schmidt aus Dresden, Ad. Wagner aus Kassel und P. Wendling aus Friedenau.
Im gleichen Jahr gab Stollwerck das erste Sammelalbum mit dem Titel „Stollwerck’s Sammel-Album No. 1“ heraus. Das Sammelalbum wurde im Kleinformat 23,5 cm × 29 cm sowie im Großformat 26 cm × 37 cm produziert. Das große Einsteck-Sammelalbum enthält die Serien 1 bis 31 mit jeweils sechs Bildern.
Das Kunstgewerbeblatt 11 von 1900 berichtet über die Ergebnisse eines Preisausschreibens der Gebrüder Stollwerck, dass 86 Entwürfe eingereicht wurden. Die Preisrichter hatten am 18. Juni 1900 entschieden, keinen ersten Preis zu vergeben. Mit einem zweiten Preis (300 Mark) wurden die Entwürfe „Alaaf Köln“ von Fritz Helmuth Ehmcke aus Berlin und „Märchen (No. 52)“ von Ernst Neumann aus München prämiert. Dritte Preise (200 Mark) gingen an Adolf Höfer und Walter Püttner aus München für den Entwurf „Sophie“, an Maximilian Liebenwein aus Burghausen für „Kater Murr“ und an Karl Hölle aus Hamburg für „Blau und Gelb“.
Zum Kreis der Autoren und Schriftsteller zur literarischen Gestaltung der Sammelbilder gehörten der Intendanturrat Joseph Lauff, der Zoologe Paul Matschie, der Schriftsteller Hans Eschelbach, der Journalist Julius Rodenberg, der Lyriker Carl Hermann Busse, der Romancier Gustav Falke, die Dichterin Anna Ritter und viele andere mehr.
Ludwig Stollwerck ließ später bekannte Maler wie Adolph Menzel, Max Liebermann, Walter Leistikow, Hans Baluschek und Franz Skarbina sowie viele auf bestimmte Motive spezialisierte Künstler wie den Marinemaler Willy Stöwer für sich arbeiten. Außerdem strebte man mit einem neuen Farbdruck-Verfahren möglichst große Originaltreue an.
Die Sammelbilder dieser Zeit boten eine bunte Vielfalt an Themen und Motiven. Es erschienen zahlreiche Serien mit Darstellungen zu Märchen und Sagen, fernen Ländern, Landschaften, Pflanzen und Tieren, historischen Themen sowie zu Sport, Spiel und Zirkus.

## Liebigbilder und Sammelalben
Die ersten Liebigbilder erschienen um 1875 in Paris als Beilage zu den Produktpackungen von Liebigs Fleischextrakt. Unterstützt von eigens dafür angebotenen Sammelalben setzte um 1890 das systematische Sammeln der Bilder ein. Neben vielen anderen Themen beschäftigten sich die Bilderserien mit geografischen, naturkundlichen und geschichtlichen Themen und vermittelten, unterstützt durch erklärende Texte und eine ansprechende Gestaltung, Vorstellungen über die Welt außerhalb des eigenen Erfahrungshorizonts.

## Kaffee-Hag-Album
Ab 1913 veröffentlichte die Firma Kaffee Hag eine Reihe von (bis 1939) über 3000 Sammelbildern mit deutschen Ortswappen. Dieser Edition folgen weitere Bilderserien mit wappenkundlichen Werken anderer europäischer Länder. Die Sammelbilder wurden den Kaffeepackungen beigelegt und konnten auch bogenweise bezogen werden. Eine gewisse Anzahl von Bons berechtigte zum (kostenlosen) Bezug eines Albums. Zur Umsetzung der Projekte wurden namhafte Sachverständige auf dem Gebiet der Heraldik beigezogen.

## Jahrhundertwende bis ca. 1945
Ihren Höhepunkt sahen die Sammelbilder in der Zeit zwischen 1900 und 1910. Billigere Drucktechniken führten schließlich zu einer massenhaften Verbreitung. Neben Zigaretten (vgl. Zigarettenbild) wurden auch Kaffee, Süßwaren und andere Produkte mit Sammelbildern beworben.
Bei den zugehörigen Alben setzte ein Wandel von den vorher üblichen Einsteckalben hin zu Einklebealben ein. Zudem waren die Alben jetzt meist einer bestimmten Thematik gewidmet. Der Themenumfang wurde in dieser Zeit stark erweitert; neben Sportalben aller Art waren zum Beispiel Filme, Schauspieler und vor allem Schauspielerinnen, Mode, Natur, Wappen, Flaggen und Uniformen, Technik und Verkehr, der Weltkrieg, aber auch Volkslieder und Volkstrachten Motive verschiedener Sammelbilder. Der Umfang der thematischen Serien schwankte stark, von Kleinserien mit einem Dutzend Motiven bis hin zu Serien mit Hunderten und in Einzelfällen Tausenden Motiven. Die umfangreichste Serie dürften die Deutschen Ortswappen gewesen sein, die in den Kaffee-HAG-Alben gesammelt wurden und von denen zwischen 1913 und 1939 mehr als 3000 unterschiedliche Motive ausgegeben wurden.
Dieser Trend setzte sich in den 1930er-Jahren fort. Sammelalben waren jetzt häufig mit viel Text versehen und sehr günstig (Preise um 1 Reichsmark) zu haben. Die Auflagen der Alben gingen in die Millionen, die der Bilder sogar in die Milliarden. Beispiele dafür sind der „Moden Almanach“ und das „Volkstrachten“-Album von Haus Neuerburg sowie die vom Cigaretten-Bilderdienst Hamburg-Bahrenfeld (Reemtsma) herausgegebenen Alben „Aus Wald und Flur – Tiere unserer Heimat“ und „Märchen der Völker“, letzteres künstlerisch wertvoll, 1939 aus dem Verkehr gezogen und durch „Deutsche Märchen“ ersetzt.
Im Laufe des Zweiten Weltkriegs brach die Produktion von Sammelbildern weitgehend ein.

## Weitere Sammelbilder ab 1950
In den frühen 1950er-Jahren gab es populäre länderkundliche Sammelalben der Margarine-Union AG Hamburg mit den berühmten „Sanella-Bildern“. Ähnlich wurden von der Peter Kölln KGaA, Elmshorn, Haferflockenbilder den einzelnen Haferflockenpackungen beigefügt. Auch der Teigwaren-Hersteller Birkel hatte Sammelbilder zu den Themen „Steinzeit“ und „Zukunftstechnik“ im Programm; die Alben hierzu waren käuflich zu erwerben.
Der „Pabel Bilderdienst“ bot für die mit dem Kauf der Romane und Zeitschriften des Verlages erworbenen Punkte Bilderserien für Alben wie „Fußball-Könige von gestern und heute“ oder „Männer, Autos und Rekorde“ (1964) an.
Von 1965 bis 1980 waren die Papiertütchen mit je zwei oder drei selbstklebenden Bildern (5,5 cm × 7,5 cm) zu 10 Pfennig der Münchener Firma Americana sehr verbreitet. Es gab mindestens 50 verschiedene Reihen, unter anderem Sammelalben zu Autos, Western, Motorrädern, Filmen, Flugzeugen sowie Laurel-&-Hardy- und Pinocchio-Comics. Die in Italien gedruckten Alben wurden als unverkäufliches Werbeexemplar verschenkt oder zu 50 Pfennig verkauft. Fehlende Bilder (maximal zehn) konnte man für je 10 Pfennig per Post beim Americana-Bilderdienst anfordern.
Von 1961 bis 1984 teilte man sich den Markt mit der Firma Bergmann aus Dortmund/Unna, diese konzentrierte sich vorwiegend auf den Automobil- und Fußballbereich.
Im Jahre 1979 drängte der Panini Verlag aus Nettetal (seit 1970 mit vereinzelten Alben in Deutschland vertreten) immer mehr auf den Markt und brachte sein erstes Bundesliga-Album heraus. Ab 1984 waren nahezu alle anderen Sammelbilderverlage vom Markt verdrängt. Zum Sortiment von Panini gehören Sticker zur Fußball-Bundesliga, zu Fußball-Weltmeisterschaften oder Europameisterschaften sowie zu Filmen, Superhelden-Comics und Disney. Heute konzentriert sich das Unternehmen zunehmend auf Sammelbilder für Kinder.
Ab 1989 gab es auch Alben der Firma Topps, die unter der Marke „Merlin“ vertrieben werden. Diese Firma setzt auf ihre Zugpferde Star Wars, Herr der Ringe, Pokémon und Yu-Gi-Oh und ab 2009 auf die Vermarktung der Sammelbilder-Rechte an der Fußball-Bundesliga. Seit 2007 bringt auch der italienische Spielzeughersteller Giochi Preziosi vermehrt Alben in Deutschland heraus. Die Bilder dieses Herstellers sind meist hochauflösende Glanzfotos auf Klebetransferfolie.
Weitere Sammelbilderhersteller der letzten Jahre sind DS Italy, Upper Deck, Prominter, Baio, Diamond, Edibas, E-Max, Futera und in den 1990er-Jahren Euroflash.

## Das Sammelbilderproblem
Das Sammelbilderproblem (englisch Coupon collector’s problem) beschäftigt sich mit der Frage, wie viele Sammelbilder zu kaufen sind, um ein Sammelalbum komplett zu füllen.
Hierbei ist {\displaystyle n} die Anzahl der unterschiedlichen Sammelbilder. Es wird angenommen, dass die Sammelbilder unabhängig erscheinen und jedes dieselbe Wahrscheinlichkeit hat. Weiterhin wird angenommen, dass keine Tauschpartner zur Verfügung stehen. Dann sind durchschnittlich
{\displaystyle N\approx n\cdot (\ln n+\gamma )+0{,}5}
mit γ ≈ 0,577 Euler-Mascheroni-Konstante
Sammelbilder notwendig, bis das Sammelalbum komplett gefüllt ist. Beispielsweise werden durchschnittlich 4828 Sammelbilder benötigt, um das Panini-Fußball-Sammelalbum zur Euro 2016 mit {\displaystyle n} = 680 Bildern zu füllen. Dies entspricht erwarteten Kosten von etwa 678 Euro.